# 학번
학번(學番)은 학교의 학생에게 부여되는 고유번호이다. 일반적으로 대한민국에서는 대학의 학번을 의미하며, 대학의 학사관리나 서비스의 이용에 있어 학생의 신분을 나타내는 데에 필수적인 도구가 된다.
보통 입학년도를 가장 앞세우며, 이후 학과 ·  학부의 고유번호와 학생 개인의 번호를 순차적으로 넣는다. 따라서 학교에 따라 그 체계가 다를 수 있으며 일반적으로는 9자리(입학년도 네 자리, 학과 번호 두 자리, 개인 번호 세 자리)나 7자리(입학년도 두 자리, 학과 번호 두 자리, 개인 번호 세 자리)의 형태가 많이 쓰인다.
단순한 사무적 목적뿐 아니라, 선후배 관계를 따지거나, 나이를 밝힐 때 이를 갈음하는 효과가 있는 등 사회적 기능도 있다. 다만 진짜로 군대인 사관학교나, 쓸데없이 군기를 잡기 좋아하는 지잡대가 아닌 이상 학번의 파워는 약하다. 더군다나 사관학교는 졸업한 이후 상위 계급에 먼저 진급한 순서대로 서열이 다시 달라지기 때문에 소위로 임관한 이후부터는 의미가 점점 작아진다.

## 같이 보기
- 학생증